# 女子大生家庭教師濱中アイ
『女子大生家庭教師濱中アイ』（じょしだいせいかていきょうしはまなかアイ）は、氏家ト全による日本の少年漫画。『週刊少年マガジン』（講談社）において、2003年40号から2006年16号まで連載された。全126話。
なお、本作のプロトタイプとして、『マガジンSPECIAL』（講談社）2003年6月号に掲載された読切『女子大生家庭教師宿田アイ』（じょしだいせいかていきょうししゅくだアイ）が存在し、単行本第1巻に収録されている。

## あらすじ
ある日、平凡な男子中学生・小久保マサヒコのところに女子大生・濱中アイが家庭教師として赴任する。その日を境に、アイの先輩の家庭教師・中村リョーコや、マサヒコのクラスメートの天野ミサキ、的山リンコ、若田部アヤナに振り回される日々が始まる。

## 登場人物

### 主要人物
濱中アイ（はまなか アイ）
本作の主人公。東栄大学の文学部に通う女子大生で、マサヒコの家庭教師。
真面目な性格で、男性との交際経験はない純情な女性。しかし思い込みが激しく、また他人の言うことを真に受けやすい傾向があり、リョーコからの受け売りでたびたび下ネタを放つ。
大飯食らいだが、マサヒコ曰く「どれだけ食べてもスタイルに変わりはない」。本人に自覚はないが、ややショタコン気味。9月10日生まれ。
第1回人気投票の順位は3位、第2回人気投票の順位は4位。
小久保マサヒコ（こくぼ マサヒコ）
東が丘中学校に通う中学生。アイの教え子。
アイが家庭教師となって以来、何かと女性に囲まれることが多く、周囲の女性が放つ下ネタに振り回されている。なお、リョーコはリンコの指導をマサヒコの自室で行っている。
ドライで感情の起伏が浅い現代っ子だが、困っている友達は放っておけない性分。趣味はゲームとサッカー。恋愛にはあまり興味がなく、自室にはエロ関係のアイテムは一切ない。下ネタに対しては基本的に事なかれ主義を取っている。7月1日生まれ。
第1回人気投票の順位は5位、第2回人気投票の順位は6位。
中村リョーコ（なかむら リョーコ）
東栄大学の経済学部に通う女子大生で、リンコの家庭教師。アイの1学年先輩に当たる。
中学生のときに学校教師・関根と交際するなど、色々な意味で「経験豊富」な女性。面倒見はよいが、下ネタに疎いアイやリンコに下ネタを授けて彼女たちに発言させ、周囲の反応を愉しむといった小悪魔的な一面もある。都合が悪いときは適当な発言で他人を「悟らせる」ことで煙に巻く。
酒豪でタバコ好きだが、第3巻以降は禁煙している。あるトラウマからスカートを敬遠していたが、アイたちの勧めもあり、作品後半からスカートを着用するようになる。大手の銀行「いつつば銀行」への就職が内定している。12月25日生まれ。
第1回人気投票の順位は4位、第2回人気投票の順位は5位。
天野ミサキ（あまの ミサキ）
声 - 寺本來可（『生徒会役員共』OAD）→田中あいみ（『生徒会役員共』劇場版）
マサヒコの近所に住む幼馴染で、マサヒコのクラスメート。幼い頃からマサヒコに好意を寄せている。
成績優秀で、1年生と3年生のときにクラス委員を務める。耳年増な上にアイ以上に思い込みが激しく、その手の話に敏感に反応している。当初アイのことを猥褻家庭教師と勘違いしていたが、後に誤解が解け、親しくなる。
胸が小さめなことと、家庭科の実技が苦手なことがコンプレックス。また甘酒を飲んで酔うなどアルコールに弱く、加えて酒癖が悪いという一面もある。温厚な性格だが本気で怒ると身体から闘気を放つ。将来の夢は看護師。6月25日生まれ。
第1回人気投票の順位は1位、第2回人気投票の順位は2位。
作者の次々回作「生徒会役員共」第3巻に掲載された『児童会役員共』に登場した。
的山リンコ（まとやま リンコ）
リョーコの教え子で、マサヒコのクラスメート。通称リン。
眼鏡っ子でパイパン。サンタクロースの存在を本気で信じているなど極度の天然で、リョーコからの受け売りで際どい発言を連発する。極度の怖がりでもあり、自分が語った怪談に自分で怖がって寝付けなくなるほど。
趣味はゲームと昼寝。将来の夢はファッションデザイナー。血液型はO型。
第1回人気投票の順位は2位、第2回人気投票の順位は3位。
若田部アヤナ（わかたべ アヤナ）
マサヒコのクラスメート（2年生以降）。
成績優秀で、2年生のときにクラス委員を務める。ミサキをライバル視するが、学業成績ではいつもミサキに勝てないでいる。校内新聞の企画でOGとして来校したリョーコの「悟らせ論」を真に受け、以降リョーコを「お姉様」と慕っている。
実家は裕福。非科学的なことは信じないなどクールで大人びた性格だが、ぬいぐるみが好きで家事が得意など女の子らしい一面も持ち合わせる。加えてツンデレ的な描写も見られる。主要登場人物の中で胸が一番大きいが、本人にはコンプレックスになっている。
将来の夢は保育士。父親の仕事の都合で、中学校卒業後は渡米して現地の高校に進学する。血液型はA型。
第1回人気投票の順位は6位、第2回人気投票の順位は1位。
作者次々作「生徒会役員共」の5巻おまけで登場しており、年齢15歳。

### その他
豊田セイジ（とよた セイジ）
東が丘中学校の英語教師。マサヒコが2年生のときに転任し、マサヒコが3年生のときにマサヒコのクラスの担任になる。
高校時代、当時中学生だったリョーコと交際していた。その後は疎遠になっていたが、作中で再会を果たし、現在は再び交際している。リョーコ曰く「セーラー服好き」「少女好き」「ネコ耳属性」で、生徒の間ではロリータ・コンプレックス疑惑が浮上している。
マサヒコの母
本名は不明。家事全般が得意で、趣味は「婦人会」と称したカラオケ。
大らかな性格だが、毎回マサヒコたちにお菓子を用意するなどマメな一面もある。容姿・言動ともに若々しく、言動の端々に下ネタを仕込むため、息子から「エロ断ちしてくれ」と言われたこともある。
第1回人気投票では、主要人物6人以外では唯一エントリーされ、順位は7位（最下位）。
柴原（しばはら）
ミサキの友人。1年生から2年生にかけて常にカチューシャを身に着けていたが、3年生になってからは着けなくなった。
中学校卒業間際、マサヒコの友人・鈴木と交際を始める。
戸川ユキ（とがわ ユキ）
マサヒコのクラスメート。よく柴原とつるんでいる。大人しい性格だが、アヤナに憧れており、アヤナにバレンタインチョコをあげたり、ラブレターを送ったりしている。

## 用語
東が丘中学校（ひがしがおかちゅうがっこう）
マサヒコ、ミサキ、リンコ、アヤナが通う中学校。リョーコの母校。
聖光女学院（せいこうじょがくいん）
ミサキが志望している進学校。マサヒコの母やリョーコの母校でもある。
作者の次回作『アイドルのあかほん』では、聖光女学院の生徒が登場する。また、作者の次々回作｢生徒会役員共｣で高総体のソフトボールの試合表で聖光女学院の名前が見える
英稜高校(えいりょうこうこう)
マサヒコ、リンコの志望校。
作者次々回作｢生徒会役員共｣で英稜高校の生徒が登場する。

## 書誌情報
- 氏家ト全『女子大生家庭教師濱中アイ』 講談社〈講談社コミックス〉、全6巻
  1. 2004年5月17日第1刷発行（2004年5月17日発売[1]）、ISBN 4-06-363378-0
  2. 2004年12月17日第1刷発行（2004年12月17日発売[2]）、ISBN 4-06-363467-1
  3. 2005年4月15日第1刷発行（2005年4月15日発売[3]）、ISBN 4-06-363515-5
  4. 2005年8月17日第1刷発行（2005年8月17日発売[4]）、ISBN 4-06-363568-6 - 主要人物のシール付き（第1刷限定）
  5. 2006年2月16日第1刷発行（2006年2月16日発売[5]）、ISBN 4-06-363624-0 - 天野ミサキと若田部アヤナのリバーシブルしおり付き（第1刷限定）
  6. 2006年6月16日第1刷発行（2006年6月16日発売[6]）、ISBN 4-06-363684-4